# Nhóm đồng luân của các hình cầu

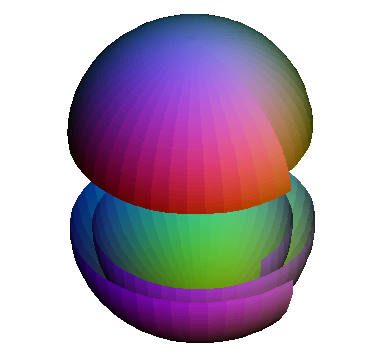
Quấn một hình cầu hai chiều quanh một hình cầu khác.

Trong toán học, và cụ thể hơn là trong tô pô đại số, các nhóm đồng luân của hình cầu là các bất biến mô tả, một cách đại số, những cách mà các hình cầu {\displaystyle n} chiều và {\displaystyle k} chiều có thể quấn quanh nhau. Khái niệm này, vốn ban đầu được xác định cho các mặt cầu 1 chiều (vòng tròn) và 2 chiều (hình cầu), được khái quát cho các mặt cầu {\displaystyle n} chiều.

## Định nghĩa
Nhóm đồng luân bậc {\displaystyle j} của hình cầu {\displaystyle n} chiều {\displaystyle \mathbb {S} ^{n}}, là tập hợp, ký hiệu {\displaystyle \pi _{j}(\mathbb {S} ^{n})=[\mathbb {S} ^{j}\to \mathbb {S} ^{n}]}, các lớp đồng luân của các hàm liên tục giữa hai hình cầu sao cho một điểm cố định của hình cầu {\displaystyle \mathbb {S} ^{j}} được gửi tới một điểm cố định của hình cầu {\displaystyle \mathbb {S} ^{n}} (gọi là hai điểm cơ sở).
Tập hợp {\displaystyle \pi _{j}(\mathbb {S} ^{n})} có thể được trang bị một cấu trúc nhóm abel.
Nếu {\displaystyle j<n}, nhóm này là nhóm tầm thường: {\displaystyle \pi _{j}(\mathbb {S} ^{n})=\{0\}}.
Nếu {\displaystyle j=n}, ta có {\displaystyle \pi _{n}(\mathbb {S} ^{n})=\mathbb {Z} } (có thể chứng minh bằng định lý Hurewicz).

## 1 chiều: các nhóm đồng luân của đường tròn
Ta có:
- {\displaystyle \pi _{1}(\mathbb {S} ^{1})=\mathbb {Z} };
- {\displaystyle \pi _{q}(\mathbb {S} ^{1})=0\quad }với{\displaystyle \quad q\geq 2}.

## 2 chiều và 3 chiều

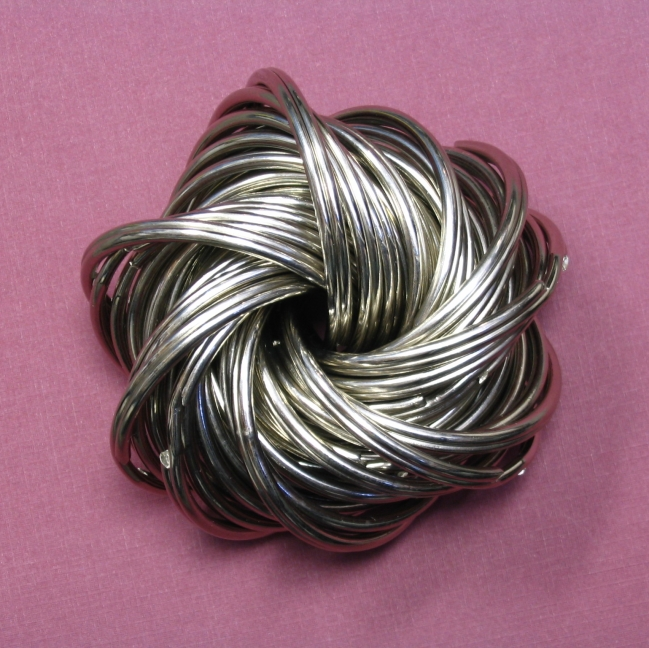
Biểu diễn ba chiều của một phần thành thớ Hopf

Các hình cầu có ít nhất hai chiều là đơn liên, nói riêng:
{\displaystyle \pi _{1}(\mathbb {S} ^{2})=\pi _{1}(\mathbb {S} ^{3})=0}
Với mọi {\displaystyle n} lớn hơn hoặc bằng 3, ta có: {\displaystyle \pi _{2}(\mathbb {S} ^{n})=0}, nói riêng:
{\displaystyle \pi _{2}(\mathbb {S} ^{3})=0}
Với mọi {\displaystyle n}, ta có: {\displaystyle \pi _{n}(\mathbb {S} ^{n})=\mathbb {Z} }, nói riêng:
{\displaystyle \pi _{2}(\mathbb {S} ^{2})=\mathbb {Z} },
{\displaystyle \pi _{3}(\mathbb {S} ^{3})=\mathbb {Z} }.

Thành thớ Hopf
 cho ta một dãy khớp đồng luân, 
 Từ {\displaystyle \pi _{1}(\mathbb {S} ^{1})=\mathbb {Z} } và với {\displaystyle i\geq 2}, {\displaystyle \pi _{i}(\mathbb {S} ^{1})=0} ta có một đẳng cấu
{\displaystyle \pi _{i}(\mathbb {S} ^{3})\simeq \pi _{i}(\mathbb {S} ^{2})} với {\displaystyle i\geq 3},
nói riêng
{\displaystyle \pi _{3}(\mathbb {S} ^{2})=\pi _{3}(\mathbb {S} ^{3})=\mathbb {Z} }
Với các nhóm đồng luân bậc cao hơn, nhiều kỹ thuật khác cho ta các kết quả sau
- {\displaystyle \pi _{4}(\mathbb {S} ^{2})=\pi _{4}(\mathbb {S} ^{3})=\mathbb {Z} /(2)}
- {\displaystyle \pi _{5}(\mathbb {S} ^{2})=\pi _{5}(\mathbb {S} ^{3})=\mathbb {Z} /(2)}
- {\displaystyle \pi _{6}(\mathbb {S} ^{2})=\pi _{6}(\mathbb {S} ^{3})=\mathbb {Z} /(12)}

| {\displaystyle k}                                                     | 3 | 4  | 5  | 6   | 7  | số 8 | 9  | 10  | 11 | 12 | 13     | 14     | 15 | 16 | 17  | 18  | 19    | 20     | 21     | 22      |
| {\displaystyle \pi _{k}(\mathbb {S} ^{3})=\pi _{k}(\mathbb {S} ^{2})} | Z | Z2 | Z2 | Z12 | Z2 | Z2   | Z3 | Z15 | Z2 | Z2 | Z12×Z2 | Z84×Z2 | Z2 | Z6 | Z30 | Z30 | Z2×Z6 | Z2×Z12 | Z2×Z12 | Z2×Z132 |

## Chiều cao hơn

### Bảng
Tính toán các nhóm đồng luân của các hình cầu nói chung là phức tạp. Bảng sau tóm gọn lại kết quả thu được. 
|    | π1 | π2 | π3 | π4 | π5 | π6  | π7    | π8  | π9  | π10    | π11 | π12 | π13    | π14         | π15     | π16     |
| -- | -- | -- | -- | -- | -- | --- | ----- | --- | --- | ------ | --- | --- | ------ | ----------- | ------- | ------- |
| S1 | Z  | 0  | 0  | 0  | 0  | 0   | 0     | 0   | 0   | 0      | 0   | 0   | 0      | 0           | 0       | 0       |
| S2 | 0  | Z  | Z  | Z2 | Z2 | Z12 | Z2    | Z2  | Z3  | Z15    | Z2  | Z2  | Z12×Z2 | Z84×Z2      | Z2      | Z6      |
| S3 | 0  | 0  | Z  | Z2 | Z2 | Z12 | Z2    | Z2  | Z3  | Z15    | Z2  | Z2  | Z12×Z2 | Z84×Z2      | Z2      | Z6      |
| S4 | 0  | 0  | 0  | Z  | Z2 | Z2  | Z×Z12 | Z2  | Z2  | Z24×Z3 | Z15 | Z2  | Z23    | Z120×Z12×Z2 | Z84×Z25 | Z26     |
| S5 | 0  | 0  | 0  | 0  | Z  | Z2  | Z2    | Z24 | Z2  | Z2     | Z2  | Z30 | Z2     | Z23         | Z72×Z2  | Z504×Z2 |
| S6 | 0  | 0  | 0  | 0  | 0  | Z   | Z2    | Z2  | Z24 | 0      | Z   | Z2  | Z60    | Z24×Z2      | Z23     | Z72×Z2  |
| S7 | 0  | 0  | 0  | 0  | 0  | 0   | Z     | Z2  | Z2  | Z24    | 0   | 0   | Z2     | Z120        | Z23     | Z24     |
| S8 | 0  | 0  | 0  | 0  | 0  | 0   | 0     | Z   | Z2  | Z2     | Z24 | 0   | 0      | Z2          | Z×Z120  | Z24     |
| S9 | 0  | 0  | 0  | 0  | 0  | 0   | 0     | 0   | Z   | Z2     | Z2  | Z24 | 0      | 0           | Z2      | Z240    |

### Ổn định khi số chiều lớn
Bảng đồng luân của {\displaystyle \pi _{n+k}(\mathbb {S} ^{n})} dễ nhìn hơn: 
| Sn  | πn | πn+1 | πn+2 | πn+3  | πn+4 | πn+5 | πn+6   | πn+7   | πn+8   | πn+9  | πn+10       | πn+11   | πn+12  | πn+13     | πn+14       | πn+15     |
| --- | -- | ---- | ---- | ----- | ---- | ---- | ------ | ------ | ------ | ----- | ----------- | ------- | ------ | --------- | ----------- | --------- |
| S1  | Z  | 0    | 0    | 0     | 0    | 0    | 0      | 0      | 0      | 0     | 0           | 0       | 0      | 0         | 0           | 0         |
| S2  | Z  | Z    | Z2   | Z2    | Z12  | Z2   | Z2     | Z3     | Z15    | Z2    | Z2          | Z12×Z2  | Z84×Z2 | Z2        | Z6          | Z30       |
| S3  | Z  | Z2   | Z2   | Z12   | Z2   | Z2   | Z3     | Z15    | Z2     | Z2    | Z12×Z2      | Z84×Z2  | Z2     | Z6        | Z30         | Z30       |
| S4  | Z  | Z2   | Z2   | Z×Z12 | Z2   | Z2   | Z24×Z3 | Z15    | Z2     | Z23   | Z120×Z12×Z2 | Z84×Z25 | Z26    | Z24×Z6×Z2 | Z2520×Z6×Z2 | Z30       |
| S5  | Z  | Z2   | Z2   | Z24   | Z2   | Z2   | Z2     | Z30    | Z2     | Z23   | Z72×Z2      | Z504×Z2 | Z23    | Z6×Z2     | Z6×Z2       | Z30×Z2    |
| S6  | Z  | Z2   | Z2   | Z24   | 0    | Z    | Z2     | Z60    | Z24×Z2 | Z23   | Z72×Z2      | Z504×Z4 | Z240   | Z6        | Z12×Z2      | Z60×Z6    |
| S7  | Z  | Z2   | Z2   | Z24   | 0    | 0    | Z2     | Z120   | Z23    | Z24   | Z24×Z2      | Z504×Z2 | 0      | Z6        | Z24×Z4      | Z120×Z23  |
| S8  | Z  | Z2   | Z2   | Z24   | 0    | 0    | Z2     | Z×Z120 | Z24    | Z25   | Z242×Z2     | Z504×Z2 | 0      | Z6×Z2     | Z240×Z24×Z4 | Z120×Z25  |
| S9  | Z  | Z2   | Z2   | Z24   | 0    | 0    | Z2     | Z240   | Z23    | Z24   | Z24×Z2      | Z504×Z2 | 0      | Z6        | Z16×Z4      | Z240×Z23  |
| S10 | Z  | Z2   | Z2   | Z24   | 0    | 0    | Z2     | Z240   | Z2     | Z×Z23 | Z12×Z2      | Z504    | Z12    | Z6        | Z16×Z2      | Z240×Z2   |
| S11 | Z  | Z2   | Z2   | Z24   | 0    | 0    | Z2     | Z240   | Z2     | Z23   | Z6×Z2       | Z504    | Z2     | Z6×Z2     | Z16×Z2      | Z240×Z2   |
| S12 | Z  | Z2   | Z2   | Z24   | 0    | 0    | Z2     | Z240   | Z2     | Z23   | Z6          | Z×Z504  | Z2     | Z6×Z2     | Z48×Z4×Z2   | Z240×Z2   |
| S13 | Z  | Z2   | Z2   | Z24   | 0    | 0    | Z2     | Z240   | Z2     | Z23   | Z6          | Z504    | 0      | Z6        | Z16×Z2      | Z480×Z2   |
| S14 | Z  | Z2   | Z2   | Z24   | 0    | 0    | Z2     | Z240   | Z2     | Z23   | Z6          | Z504    | 0      | Z×Z3      | Z8×Z2       | Z480×Z2   |
| S15 | Z  | Z2   | Z2   | Z24   | 0    | 0    | Z2     | Z240   | Z2     | Z23   | Z6          | Z504    | 0      | Z3        | Z4×Z2       | Z480×Z2   |
| S16 | Z  | Z2   | Z2   | Z24   | 0    | 0    | Z2     | Z240   | Z2     | Z23   | Z6          | Z504    | 0      | Z3        | Z2          | Z×Z480×Z2 |
| S17 | Z  | Z2   | Z2   | Z24   | 0    | 0    | Z2     | Z240   | Z2     | Z23   | Z6          | Z504    | 0      | Z3        | Z2          | Z480×Z2   |
| S18 | Z  | Z2   | Z2   | Z24   | 0    | 0    | Z2     | Z240   | Z2     | Z23   | Z6          | Z504    | 0      | Z3        | Z2          | Z480×Z2   |
| S19 | Z  | Z2   | Z2   | Z24   | 0    | 0    | Z2     | Z240   | Z2     | Z23   | Z6          | Z504    | 0      | Z3        | Z2          | Z480×Z2   |

Với số chiều đủ lớn, ta có
- {\displaystyle \pi _{n}(\mathbb {S} ^{n})=\mathbb {Z} ,\quad n\geq 1} (cột đầu tiên màu vàng của bảng trên)
- {\displaystyle \pi _{n+1}(\mathbb {S} ^{n})=\mathbb {Z} /(2),\quad n\geq 3} (cột thứ hai - màu tím - của bảng trên)
- {\displaystyle \pi _{n+2}(\mathbb {S} ^{n})=\mathbb {Z} /(2),\quad n\geq 2} (cột thứ ba - màu lam - của bảng trên)

Hóa ra là {\displaystyle \Gamma _{k}=\pi _{n+k}(\mathbb {S} ^{n})} không phụ thuộc vào {\displaystyle n} với {\displaystyle n} đủ lớn. Hiện tượng này được gọi là sự ổn định. Nó xuất phát từ định lý suspension Freudenthal sau đây:
- Các đồng cấu suspension {\displaystyle S:\pi _{n+k}(\mathbb {S} ^{n})\to \pi _{n+k+1}(\mathbb {S} ^{n+1})} là một đẳng cấu với {\displaystyle n\geq k+2}
- và là một toàn cấu (theo nghĩa một đồng cấu toàn ánh) với {\displaystyle n=k+1}.

### Danh sách các nhóm đồng luân ổn định
Các nhóm ổn định đầu tiên {\displaystyle \Gamma _{k}=\pi _{2k+2}(\mathbb {S} ^{k+2})=\pi _{n+k}(\mathbb {S} ^{n}),\quad n\geq k+2} là như sau:
- {\displaystyle \Gamma _{-j}=\pi _{n-j}(\mathbb {S} ^{n})=0,}
- {\displaystyle \Gamma _{0}=\pi _{n}(\mathbb {S} ^{n})=\mathbb {Z} ,\quad n\geq 1}
- {\displaystyle \Gamma _{1}=\pi _{n+1}(\mathbb {S} ^{n})=\mathbb {Z} /(2),\quad n\geq 3}
- {\displaystyle \Gamma _{2}=\pi _{n+2}(\mathbb {S} ^{n})=\mathbb {Z} /(2),\quad n\geq 2}
- {\displaystyle \Gamma _{3}=\pi _{n+3}(\mathbb {S} ^{n})=\mathbb {Z} /(24),\quad n\geq 5}
- {\displaystyle \Gamma _{4}=\pi _{n+4}(\mathbb {S} ^{n})=0,\quad n\geq 6}
- {\displaystyle \Gamma _{5}=\pi _{n+5}(\mathbb {S} ^{n})=0,\quad n\geq 7}
- {\displaystyle \Gamma _{6}=\pi _{n+6}(\mathbb {S} ^{n})=\mathbb {Z} /(2),\quad n\geq 5}
- {\displaystyle \Gamma _{7}=\pi _{n+7}(\mathbb {S} ^{n})=\mathbb {Z} /(240),\quad n\geq 9}
- {\displaystyle \Gamma _{8}=\pi _{n+8}(\mathbb {S} ^{n})=\mathbb {Z} /(2)\oplus \mathbb {Z} /(2),\quad n\geq 10}

Các nhóm đồng luân ổn định là hữu hạn ngoại trừ {\displaystyle k=0}. 
| {\displaystyle k}           | 0 | 1  | 2  | 3   | 4 | 5 | 6  | 7    | số 8 | 9   | 10 | 11   | 12 | 13 | 14 | 15      | 16 | 17  | 18    | 19      | 20  | 21 | 22 |
| {\displaystyle \Gamma _{k}} | Z | Z2 | Z2 | Z24 | 0 | 0 | Z2 | Z240 | Z2   | Z23 | Z6 | Z504 | 0  | Z3 | Z2 | Z480⊕Z2 | Z2 | Z24 | Z8⊕Z2 | Z264⊕Z2 | Z24 | Z2 | Z2 |

Từ {\displaystyle k=23}, {\displaystyle \Gamma _{k}} trở nên phức tạp, ví dụ:
{\displaystyle \Gamma _{23}=\mathbb {Z} _{65520}\oplus \mathbb {Z} _{24}\oplus \mathbb {Z} _{2}}
{\displaystyle \Gamma _{23}=\mathbb {Z} _{16}\oplus \mathbb {Z} _{8}\oplus \mathbb {Z} _{2}\oplus \mathbb {Z} _{9}\oplus \mathbb {Z} _{3}\oplus \mathbb {Z} _{5}\oplus \mathbb {Z} _{7}\oplus \mathbb {Z} _{13}}
| {\displaystyle k}           | 0         | 1     | 2        | 3                     | 4        | 5              | 6                   | 7                            |
| {\displaystyle \Gamma _{k}} | Z         | Z2    | Z2       | Z24=Z8⊕Z3             | 0        | 0              | Z2                  | Z240 =Z16⊕Z3⊕Z5              |
| {\displaystyle k}           | 8         | 9     | 10       | 11                    | 12       | 13             | 14                  | 15                           |
| {\displaystyle \Gamma _{k}} | Z2        | Z23   | Z6=Z2⊕Z3 | Z504 =Z8⊕Z9⊕Z7        | 0        | Z3             | Z2                  | Z480⊕Z2 =Z32⊕Z2⊕Z3⊕Z5        |
| {\displaystyle k}           | 16        | 17    | 18       | 19                    | 20       | 21             | 22                  | 23                           |
| {\displaystyle \Gamma _{k}} | Z2        | Z24   | Z8⊕Z2    | Z264⊕Z2 =Z8⊕Z2⊕Z3⊕Z11 | Z24      | Z2             | Z2                  | Z16⊕Z8⊕Z2 ⊕Z9⊕Z3 ⊕Z5⊕Z7⊕Z13  |
| {\displaystyle k}           | 24        | 25    | 26       | 27                    | 28       | 29             | 30                  | 31                           |
| {\displaystyle \Gamma _{k}} | Z2        | Z2    | Z2⊕Z3    | Z24=Z8⊕Z3             | Z2       | Z3             | Z6=Z2⊕Z3            | Z64⊕Z2⊕Z3 ⊕Z5⊕Z17            |
| {\displaystyle k}           | 32        | 33    | 34       | 35                    | 36       | 37             | 38                  | 39                           |
| {\displaystyle \Gamma _{k}} | Z24       | Z25   | Z4⊕Z23   | Z8⊕Z2⊕Z27 ⊕Z7⊕Z19     | Z6=Z2⊕Z3 | Z2⊕Z3          | Z2⊕Z60= Z2⊕Z4⊕Z3⊕Z5 | Z16⊕Z25⊕Z32⊕Z25⊕Z11          |
| {\displaystyle k}           | 40        | 41    | 42       | 43                    | 44       | 45             | 46                  | 47                           |
| {\displaystyle \Gamma _{k}} | Z25⊕Z4⊕Z3 | Z25   | Z8⊕Z2⊕Z3 | Z552 =Z8⊕Z3⊕Z23       | Z8       | Z16⊕Z23 ⊕Z9⊕Z5 | Z24⊕Z3              | Z32⊕Z4⊕Z23 ⊕Z9⊕Z3 ⊕Z5⊕Z7⊕Z13 |
| {\displaystyle k}           | 48        | 49    | 50       | 51                    | 52       | 53             | 54                  | 55                           |
| {\displaystyle \Gamma _{k}} | Z24⊕Z4    | Z2⊕Z3 | Z3⊕Z23   | Z8⊕Z4⊕Z2⊕Z3           | Z23⊕Z3   | Z24            | Z4⊕Z2               | Z16⊕Z32⊕Z5⊕Z29               |
| {\displaystyle k}           | 56        | 57    | 58       | 59                    | 60       | 61             | 62                  | 63                           |
| {\displaystyle \Gamma _{k}} | Z2        | Z24   | Z2       | Z8⊕Z2⊕Z9 ⊕Z7⊕Z11⊕Z31  | Z4       |                |                     |                              |

### Các nhóm đồng luân không ổn định
Một số nhóm đồng luân không ổn định:
- Với chiều 2 và 3 ({\displaystyle \pi _{k}(\mathbb {S} ^{2})=\pi _{k}(\mathbb {S} ^{3})}): 
  - {\displaystyle \pi _{3}(\mathbb {S} ^{2})=\pi _{3}(\mathbb {S} ^{3})=\mathbb {Z} }
  - {\displaystyle \pi _{5}(\mathbb {S} ^{2})=\pi _{5}(\mathbb {S} ^{3})=\pi _{4}(\mathbb {S} ^{2})=\mathbb {Z} /(2)}
  - {\displaystyle \pi _{6}(\mathbb {S} ^{2})=\pi _{6}(\mathbb {S} ^{3})=\mathbb {Z} /(12)}
- Với chiều 4: {\displaystyle \pi _{7}(\mathbb {S} ^{4})=\mathbb {Z} /(12)\oplus \mathbb {Z} }

### Nhóm đồng luân vô hạn
Các nhóm đồng luân ổn định {\displaystyle \pi _{n+k}(\mathbb {S} ^{n})} là hữu hạn ngoại trừ {\displaystyle k=0} (({\displaystyle \Gamma _{0}=\mathbb {Z} }).
Các nhóm đồng luân không ổn định là hữu hạn ngoại trừ các nhóm {\displaystyle \pi _{4p-1}(\mathbb {S} ^{2p})} (với p > 0). Những nhóm này {\displaystyle \pi _{3}(\mathbb {S} ^{2})}, {\displaystyle \pi _{7}(\mathbb {S} ^{4})}, {\displaystyle \pi _{11}(\mathbb {S} ^{6})},...) đẳng cấu với tổng trực tiếp của {\displaystyle \mathbb {Z} } và một nhóm hữu hạn.